# José Joaquín de Arrillaga
José Joaquín de Arrillaga (Aya, 1750 – Soledad, 24 de julio de 1814) fue un militar español que se desempeñó dos veces como gobernador de California, primero a finales del siglo XVIII y más tarde a principios del XIX. Es el único gobernador de la era novohispana enterrado en California.

## Gobernador
Arrillaga sirvió como capitán del ejército español en el norte de México y Texas en las décadas de 1780 y 1790. Fue comandante en Loreto (Baja California Sur). Era muy apreciado por todos, conocido como un oficial eficiente y honesto, por lo que tras la muerte del gobernador José Antonio Roméu el 9 de abril de 1792, Arrillaga fue nombrado gobernador interino de California. Esperaba quedarse en Loreto y gobernar desde allí, pero se le ordenó ir a la capital en Monterrey (California) y llegó en julio de 1793. Para ver el alcance de las misiones españolas en California, viajó al norte y visitó las misiones y el Presidio de San Francisco, regresando a la capital en septiembre de 1793. Arrillaga trabajó para que los Presidios fueran más fuertes y funcionaran mejor. En su mandato se fundó una nueva misión: Misión de Santa Inés (actual Condado de Santa Bárbara) el 17 de septiembre de 1804 y fue un tiempo de paz en las misiones.
Arrillaga concedió tres o cuatro concesiones en Monterrey a algunos de sus hombres. Mandó la construcción de un camino y un paso a través del río del Pájaro.

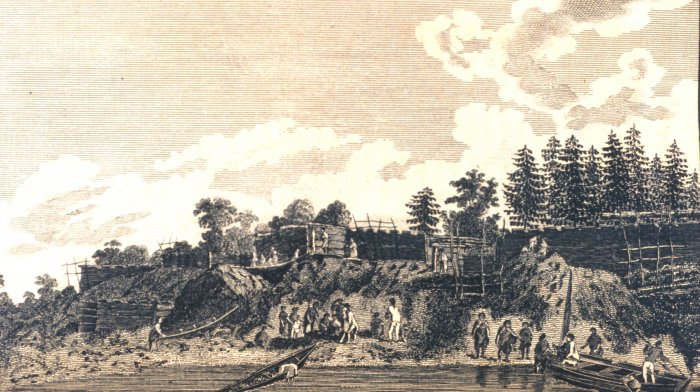
Vista de viviendas en la bahía de Nutca. En: «Una colección de viajes alrededor del mundo [...] los viajes primero, segundo, tercero y último del capitán Cook [...]." Volumen V, Londres, 1790, página 1767.

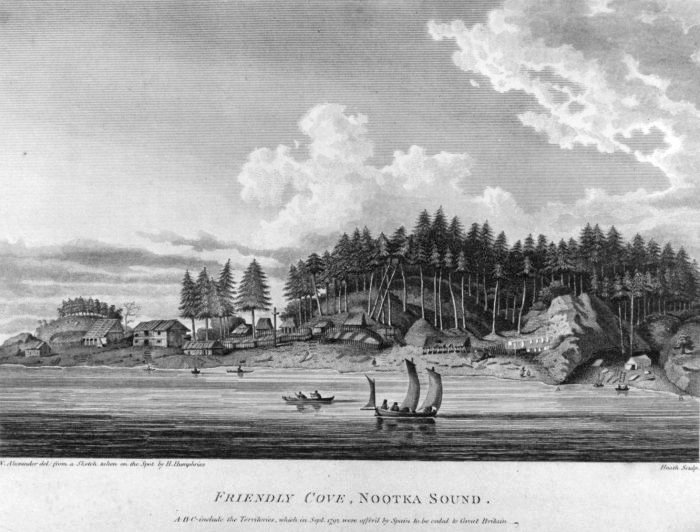
Yuquot, en la bahía de Nutca. Volumen I, plancha VII de: «Un viaje de descubrimiento al océano Pacífico del norte y alrededor del mundo» por el capitán George Vancouver.

Se encontró con George Vancouver, un agente inglés de la marina inglesa, durante su expedición de 1791–95 de las Vancouver, en la que exploró y creó mapas de las regiones del noroeste de América del Norte, en las regiones de la costa del Pacífico, incluyendo las costas del territorio de Nutca. Vancouver también exploró las islas hawaianas y la costa del suroeste de Australia en el mismo viaje. Arrillaga quiso comerciar o negociar con él, especialmente cuándo se dio cuenta de que había visitado la misión de Santa Clara de Asís sin pedir permiso. Arrillaga cenó con él y le mostró la hospitalidad española. En 1793 Vancouver hizo un segundo viaje a California y visitó a Arrillaga de nuevo. Vancouver volvía de Hawái. Arrillaga desconfió de la vuelta a California de Vancouver y no terminó de creer los motivos explicados por Vancouver. Arrillaga ordenó que los hombres de Vancouver regresaran a su barco cada noche y puso guardias en todos los  almacenes. Proporcionó agua y algunos suministros. Vancouver, viendo menos de la hospitalidad española, partió y dejó atrás algo del agua y las raciones.
Arrillaga se reunió con Bodega y Cuadra, un comandante español de la expedición naval de San Blas (Baja California Sur) a la bahía de Nutca y lo envió a buscar información sobre los asentamientos británicos y rusos en la costa del Pacífico nordeste. El impulso provino de las conversaciones con Vancouver sobre las convenciones de Nutca, por las que España renunciaba al asentamiento de la bahía de Nutca a favor de Gran Bretaña en 1795, poco después de que Arrilaga dejara su posición. La bahía de Nutca estaba demasiado al norte para que España quisiera defender el territorio contra las fuerzas británicas.
Arrillaga fue reemplazado en 1794 por el gobernador Diego de Borica. Diego de Borica falleció el 19 de agosto de 1800 y Arrillaga fue nuevamente nombrado gobernador de Las Californias hasta 1804. En 1804 las dos Californias se separaron y Arrillaga fue nombrado primer gobernador español de la Alta California, cargo que ocupó hasta su muerte.
En 1806 comerció con el ruso Nikolái Rezánov, que había viajado desde la Compañía ruso-americana en Sitka (Alaska).: 59  Después de la muerte de Arrillaga, la monarquía modificó su política y ordenó la eliminación de los asentamientos rusos, aunque estaba lejos de ser capaz de hacerlo cumplir en todos los casos.

## Fallecimiento
José Joaquín de Arrillaga murió en la Misión Nuestra Señora de la Soledad el 25 de julio de 1813 y fue enterrado allí. Es el único gobernador novohispano enterrado en suelo de California y Estados Unidos. La tumba de José Joaquín de Arrillaga está en 36°24′17″N 121°21′19″O / 36.40472, -121.35528. El cartel tiene la inscripción: «Conocido cariñosamente como ‹Papá› por sus soldados, compañeros y amigos, sirvió dos veces como gobernador de California bajo el dominio español. A su muerte en 1814 fue, a petición suya, vestido con el hábito franciscano y enterrado en la iglesia de la misión». Lo llamaron «papá» porque trabajaba duro para mejorar la vida de sus hombres.